# 易昕
易昕（1957年—），江苏通州人，汉族，中华人民共和国政治人物、第十一届全国人民代表大会江苏地区代表。
毕业于南京师范大学物理专业，是中共党员。担任江苏大富豪啤酒有限公司董事长。2008年起担任全国人大代表。